# Cenzus majątkowy
Cenzus majątkowy – ograniczenie praw wyborczych do grupy osób o określonym majątku lub płacących podatki w określonej wysokości.
Konstytucja francuska z 1791 przyznawała prawo wyborcze obywatelom płacącym podatki, ok. 3 miliony obywateli było pozbawionych praw wyborczych. Prawo wyborcze z 1817 dawało prawo głosu płacącym podatki roczne w wysokości 300 franków podatków bezpośrednich (obok cenzusu wieku 30 lat). Jeszcze w 1850 we Francji wprowadzono ustawę odbierającą prawa wyborcze 2,8 miliona wiejskich i fabrycznych pracowników (z ogólnej liczby 9,6 miliona ówczesnych wyborców).
W 1832 w Wielkiej Brytanii uchwalono prawo wyborcze w miastach, które dopuszczało do głosowania tylko właścicieli nieruchomości z czynszem rocznym 10 funtów szterlingów. Pozbawiało to prawa głosu wielu drobnych kupców i rzemieślników, robotników pozbawiało prawa do głosowania całkowicie. W 1835 (reforma municypalna) wprowadzono prawo wyborcze dla wszystkich płatników podatków miejskich.
O zniesienie cenzusu majątkowego zabiegały liczne ruchy rewolucyjne, robotnicze, demokratyczne itp.